# EDEN〜君がいない〜
「EDEN〜君がいない〜」（エデン・きみがいない）は、日本のヴィジュアル系ロックバンド・Janne Da Arcの3作目のシングル。

## 概要
- 表題曲は、テレビ東京系バラエティ番組『スキヤキ!!ロンドンブーツ大作戦』のエンディングテーマ。

- この曲の歌詞は、yasuの実話を基に書かれていて、歌詞中の「虹」はL'Arc〜en〜Cielの事を言っている（yasuがhydeのファンであるため）。"EDEN"は、東京のことである。
- 曲中にアコースティックギターが用いられており、ライブではyasuが演奏している。
- カップリングの「Vanish」は作った当初は、4thシングル「Heaven's Place/Vanity」の「Vanity」のカップリングにする予定だった。

## 収録曲
1. EDEN〜君がいない〜 [5:02]
作詞・作曲：yasu
編曲：yasu、Janne Da Arc、明石昌夫、秦野猛行
ライブではyasuがアコースティックギターを演奏する。
2. Vanish [3:56]
作詞：yasu
作曲：kiyo、yasu
編曲：kiyo、Janne Da Arc、明石昌夫、秦野猛行

## 参加ミュージシャン
Janne Da Arc
- yasu：Vocal
- you：Guitar
- ka-yu：Bass
- kiyo：Keyboards
- shuji：Drums

## タイアップ
- テレビ東京系列バラエティ番組『スキヤキ!!ロンドンブーツ大作戦』エンディングテーマ (#1)

## 収録アルバム
- D・N・A (#1)
- ANOTHER SINGLES (#2)
- SINGLES (#1)
- Janne Da Arc MAJOR DEBUT 10th ANNIVERSARY COMPLETE BOX (#1)